# شاه خورشیدی
شاه خورشید نیای خاندان آل‌خورشید و پدر جد شجاع‌الدین خورشید مؤسس سلسله اتابکان لر کوچک است. حمدلله مستوفی در تاریخ گزیده می‌نویسد: «...از جنگروی محمد و کرامی پسران خورشید به‌خدمت شویله رفتند و مرتب یافتند و ایشان را فرزندان معتبر خواستند از جمله شجاع‌الدین خورشید بن ابوبکر بن محمد...». اسکندر بیگ ترکمان در تاریخ عالم آرای عباسی نیز چنین می‌گوید: «...شجاع‌الدین خورشید بن ابوبکر بن محمد بن خورشید از قبیله حسکردی که به صفات حسنه انصاف داشته بر خود والی و امیر گردانیده‌اند...».
از آن‌جا که شاه‌خوشین از بزرگان یارسان به القابی همچون «زرده‌سوار» و «هزارسوار» نیز مشهور بوده‌است، برخی این فرضیه را مطرح کرده‌اند که وی همان شاه خورشید و جد ملوک هزاراسپی (اتابکان لر) بوده‌‌است.

## تبار خورشید
حمدلله مستوفی نیز در تاریخ گزیده خورشید را از طایفه جنگروی معرفی می‌کند که یکی از طوایف ایل سلبوری بوده‌است. جنگروی شامل برخی از مردمان لر بوده‌است.

## نام دودمان اتابکان لر کوچک
نام دیگر سلسله اتابکان لر کوچک سلسله خورشیدی است (به انگیسی: Ḵoršīdī dynasty) که وجه تسمیه این نام خورشید نیای خاندان آل‌خورشید و شجاع‌الدین خورشید مؤسس این سلسله می‌باشد.